# Місакі (Осака)
Міса́кі (яп. 岬町, みさきちょう, МФА: [mʲisakʲi t͡ɕoː]?) — містечко в Японії, в повіті Сеннан префектури Осака.  Отримало статус містечка 1955 року. Площа становить 49,10 км². Станом на 1 липня 2012 року населення складало 16 920  осіб, густота населення — 345 осіб/км².   

## Демографія
Згідно з даними перепису населення Японії, населення Місакі збільшувалось до 80-х років, після чого почало стабільно зменшуватись. Станом на 1 жовтня 2020 року населення складало — 14 741 особа, з яких чоловіків — 6816 осіб, жінок — 7925 осіб. Густота населення — 299,7 осіб/км².